# Ruan Venter
Pour les articles homonymes, voir Venter.

a Compétitions nationales et continentales officielles uniquement.

b Matchs officiels uniquement.
Dernière mise à jour le 27 décembre 2024.
Ruan Venter, né le 29 novembre 2002 au Cap-Occidental (Afrique du Sud), est un joueur international sud-africain de rugby à XV jouant aux postes de troisième ligne aile ou deuxième ligne avec la franchise des Lions en United Rugby Championship, et les Golden Lions en Currie Cup.

## Biographie
Ruan Venter naît le 29 novembre 2002 dans la province du Cap-Occidental en Afrique du Sud.
En janvier 2022, il joue son premier match avec les Lions, en United Rugby Championship. Cette même année, il joue son premier match de Currie Cup avec les Golden Lions lors de la première journée de la saison 2022 contre la Western Province.
En juin 2022, il est retenu avec l'équipe d'Afrique du Sud des moins de 20 ans pour les Six Nations Summer Series. Son équipe remporte la compétition en battant le pays de Galles 47 à 27 en finale, il est titulaire durant cette rencontre.
Au mois de juillet 2024, il obtient sa première sélection avec l'Afrique du Sud contre le Portugal.

## Palmarès
- Vainqueur des Six Nations Summer Series en 2022 avec l'équipe d'Afrique du Sud des moins de 20 ans.